# Bernardo Pérez

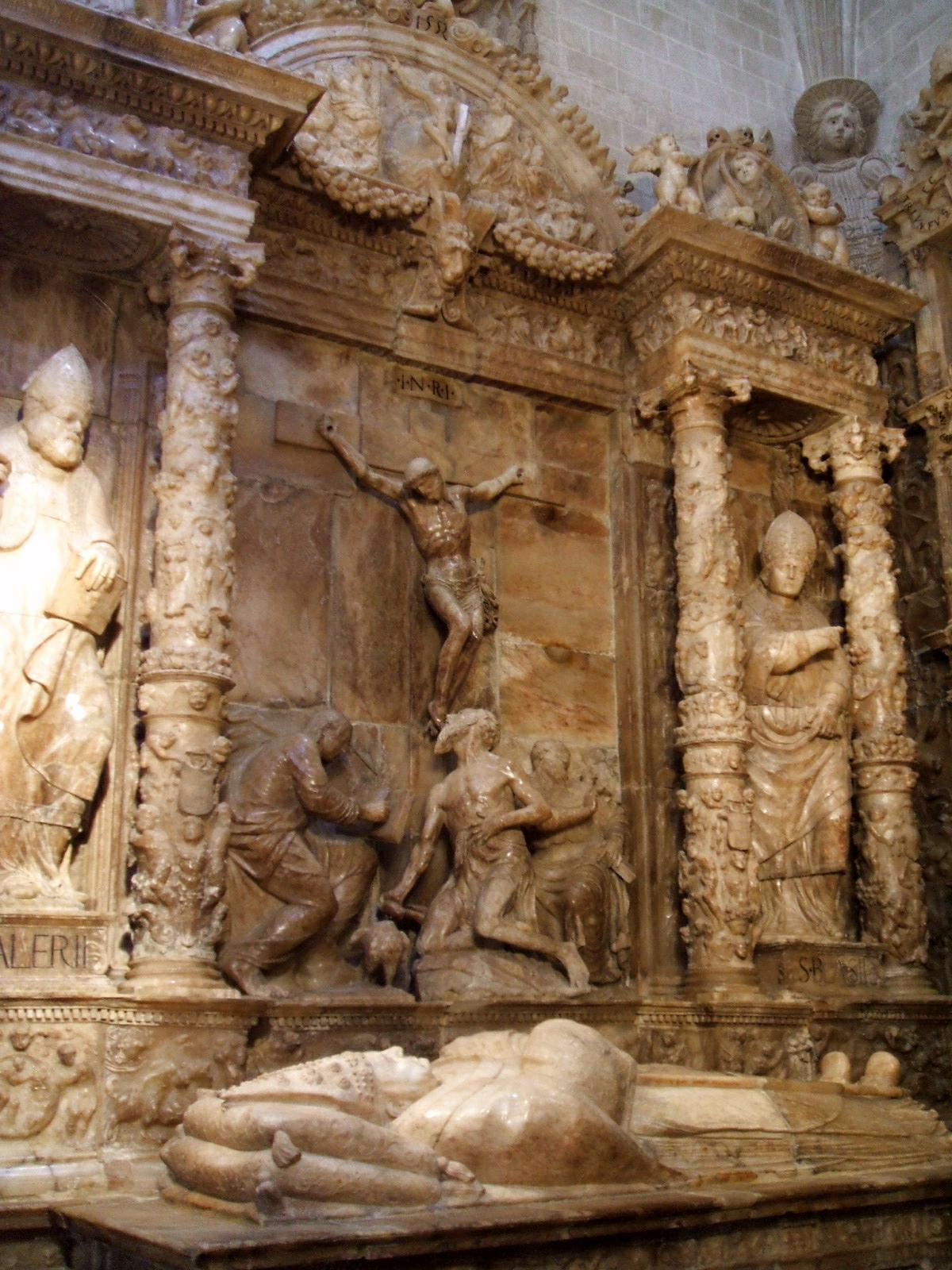
Detalle de la Capilla de San Bernardo de La Seo, con el sepulcro de Hernando de Aragón en primer término.

Bernardo Pérez fue un escultor aragonés del siglo XVI, estrecho colaborador de Pedro Moreto. Una de sus obras más importantes fue el sepulcro del arzobispo Hernando de Aragón y de su madre Ana de Gurrea, hechos para la Seo.
Para emprender estas obras fue  contratado en 1550 y las concluyó el 30 de noviembre de 1551. Recibió 16.000 suelos jaqueses de pago. El trabajo tiene un perfecto paralelismo con el retablo mayor.
Realizó otras obras de menor importancia en toda la región de Aragón, sobre todo en Alcañiz y otras poblaciones aledañas a Teruel.